# 岸上紅娘魚
岸上红娘鱼（学名：Lepidotrigla kishinouyi）为鲂鮄科红娘鱼属的鱼类，又稱岸上氏角魚、尖鰭紅娘魚。分布于日本以及中国东海、广东沿岸等海域，属于底层海鱼。该物种的模式产地在Kagoshima。

## 分布
本魚分布於日本、琉球及台灣等海域。

## 深度
可達水深100公尺以上的深海。

## 特徵
大致與日本紅娘魚同，但胸鰭較短，最長的游離軟條不達腹鰭後端，尾鰭為向內凹，體呈紅色，胸鰭內側上半黑色，帶有白色小斑點；下半部有一暗藍色的大斑塊。

## 生態
本魚棲息於深海沙泥底海域，利用胸鰭下方的游離鰭條搜索捕食。

## 經濟利用
可食，但多充作下雜魚、魚粉。